# Bill McNulty
William Francis McNulty (Roseville, 29 de agosto de 1946) es un jugador profesional de béisbol retirado estadounidense. Jugó para los Oakland Athletics de las Grandes Ligas de Béisbol durante partes de dos temporadas, en 1969 y 1972. También jugó una temporada para los Lotte Orions de Liga Japonesa de Béisbol Profesional en 1975. Durante su carrera en las Grandes Ligas, jugó en los jardines y en la tercera base.

## Primeros años de vida
McNulty nació el 29 de agosto de 1946 en Roseville, California. Su padre, Ray, jugó béisbol profesional en la Pacific Coast League (PCL) y su tío, Gene, jugó en el sistema de «granja» de los New York Yankees.
McNulty asistió a Highlands High School en North Highlands, California. The Sacramento Union lo nombró para el equipo All-City como tercera base en 1964, su último año, en el que tuvo un promedio de bateo de .355 con seis jonrones. McNulty también jugó para el equipo de baloncesto y el equipo de fútbol americano como quarterback. Asistió al American River College en Sacramento y jugó béisbol y baloncesto universitario durante un año.

## Carrera profesional
McNulty firmó con los Kansas City Athletics en febrero de 1965. Don Pries, el cazatalentos que lo contrató, le había informado que los Athletics se mudarían a Oakland, California, en dos años. Ese año, McNulty se alistó en la Reserva del Cuerpo de Marines de los Estados Unidos y asistió al campo de entrenamiento durante seis meses. También tuvo que perderse un mes de cada temporada de béisbol durante los siguientes seis años para cumplir con su compromiso.
McNulty jugó para los Burlington Bees de la Single-A Midwest League en 1966 antes de recibir un ascenso al final de la temporada a los Mobile A's de la Double-A Southern League en septiembre. McNulty dividió las temporadas de 1967 y 1968 entre los Peninsula Grays de la Single-A Carolina League y los Birmingham A's de la Southern League. luchando con Birmingham en ambas temporadas. Comenzó la temporada de 1969 con Birmingham y bateó .292 con 18 jonrones y 59 carreras impulsadas (impulsadas).
El 9 de julio de 1969, Tommie Reynolds ingresó a la lista de lesionados con un dedo roto y los Atléticos ascendieron a McNulty a las ligas mayores. Le dijeron que jugaría como jardinero izquierdo, aunque no tenía experiencia en esa posición. Bateó de 17-0 con 10 ponches en cinco juegos. Los Atléticos lo degradaron al Iowa Oaks de la Asociación Estadounidense Triple-A el 14 de julio.
McNulty bateó .295 con 22 jonrones para Iowa en 1970.  Después de la temporada, los Milwaukee Brewers adquirieron a McNulty en un intercambio por Gary Timberlake. McNulty pensó que había bateado lo suficientemente bien como para formar parte de la lista de los Brewers para la temporada de 1971, pero el mánager Dave Bristol pensó que era un jardinero pobre y displicente. El gerente general de Milwaukee, Frank Lane, se acercó a McNulty para proponerle convertirse en lanzador, a lo que él se negó. Los Atléticos compraron el contrato de McNulty a Milwaukee antes del inicio de la temporada y lo devolvieron a Iowa. Conectó 27 jonrones para Iowa en 1971, que lideró la Asociación Estadounidense. Después de la temporada de 1971, los Atléticos cambiaron a McNulty y Frank Fernández a los Chicago Cubs por Adrian Garrett. Jugó para los Tacoma Rainiers en los playoffs de la PCL y conectó cuatro jonrones.
Al tener demasiados jardineros y querer priorizar el desarrollo de Terry Hughes como tercera base, los Cachorros prestaron a McNulty a los Cerveceros para la temporada de 1972. Jugó para los Evansville Triplets de la Asociación Americana, donde bateó .258 con 24 jonrones y 73 carreras impulsadas. A finales de septiembre, los Atléticos readquirieron a McNulty, con la intención de ascenderlo a las ligas mayores. No pudieron encontrarlo porque había ido a cazar a las montañas Warner. El padre de McNulty condujo hasta Alturas, donde encontró a dos guardabosques que localizaron a Bill en su campamento para decirle que había una emergencia familiar. En la estación del sheriff más cercana, llamó a su padre, quien le dijo que se presentara en Oakland. McNulty bateó 1 de 10 para los Atléticos en tres juegos como tercera base. Su único hit provino de Nolan Ryan.
Después de la temporada de 1972, los Atléticos cambiaron a McNulty y a un jugador que sería nombrado más tarde a los Texas Rangers por Paul Lindblad. Los Atléticos enviaron a Brant Alyea a los Rangers para completar el intercambio. McNulty asistió a los entrenamientos de primavera con Texas en 1973. No entró en el equipo y los Rangers lo cambiaron a los New York Mets por Bill Sudakis. Conectó 25 jonrones para los Tidewater Tides de la International League Triple-A en 1973.
Antes de la temporada de 1974, los Cerveceros compraron el contrato de McNulty a los Mets y lo asignaron a los Sacramento Solons de la PCL. En 1974, McNulty conectó 55 jonrones, liderando todo el béisbol profesional. También bateó .330 y estableció récords de PCL con 134 carreras anotadas y 135 carreras impulsadas. Sin embargo, el estadio local de Sacramento, el Hughes Stadium, era un campo de fútbol reconvertido que tenía sólo 232 pies (70,7 m) al jardín izquierdo, una distancia inusualmente corta. Regresó a Sacramento para la temporada de 1975. Sin embargo, los Brewers intentaron recortar su salario y firmó con los Lotte Orions de Liga Japonesa de Béisbol Profesional por $ 70 000 ($ 396 364 en términos de dólares actuales) un mes después de la temporada de 1975. Bateó .190 para Lotte y fue liberado después de pasar seis semanas con el equipo.

## Vida personal
Mientras todavía jugaba para Sacramento, McNulty se convirtió en socio de una tienda de ropa en Roseville, California.
McNulty conoció a Sue Isekite cuando jugaba para Tacoma. Se casaron en 1979 y vivieron en Eatonville, Washington . Tienen dos hijas.